# Olpium jacobsoni
Espèce
Olpium jacobsoni est une espèce de pseudoscorpions de la famille des Olpiidae.

## Distribution
Cette espèce se rencontre en Indonésie, à Taïwan, en Thaïlande, au Sri Lanka et en Inde.

## Étymologie
Cette espèce est nommée en l'honneur d'Edward Jacobson.

## Publication originale
- (de) Tullgren, « Eine neue Olpium-Art aus Java », Notes from the Leyden Museum,, vol.  29,‎ 1908, p. 148-150 (lire en ligne)